# Nậm Kè
Nậm Kè là một xã thuộc huyện Mường Nhé, tỉnh Điện Biên, Việt Nam.

## Địa lý
Xã Nậm Kè nằm ở trung tâm huyện Mường Nhé, có vị trí địa lý:
- Phía đông giáp xã Huổi Lếch và xã Pá Mỳ
- Phía tây giáp Lào
- Phía nam giáp xã Quảng Lâm và huyện Nậm Pồ
- Phía bắc giáp xã Mường Nhé và xã xã Mường Toong.

Xã Nậm Kè có diện tích 153,03 km², dân số năm 2022 là 5.453 người,  mật độ dân số đạt 35 người/km².

## Hành chính
Xã Nậm Kè được chia thành 11 bản.

## Lịch sử
Ngày 21 tháng 3 năm 2006, Chính phủ ban hành Nghị định số 27/2006/NĐ-CP về việc thành lập xã Nậm Kè trên cơ sở điều chỉnh 22.313,78 ha diện tích tự nhiên và 4.296 người của xã Mường Toong.
Ngày 16 tháng 4 năm 2009, Chính phủ ban hành Nghị định số 17/NĐ-CP về việc thành lập xã Pá Mỳ trên cơ sở điều chỉnh 6.941,07 ha diện tích tự nhiên và 2.225 nhân khẩu của xã Nậm Kè.
Sau khi điều chỉnh địa giới hành chính, xã Nậm Kè còn lại 15.392,35 ha diện tích tự nhiên và 2.861 nhân khẩu.
Ngày 6 tháng 12 năm 2019, HĐND tỉnh Điện Biên ban hành Nghị quyết số 148/NQ-HĐND về việc sáp nhập bản Nậm Kè 2 vào bản Huổi Hốc.